# Dian Agus
Dian Agus Prasetyo (sinh ngày 3 tháng 8 năm 1985) là một cầu thủ bóng đá người Indonesia hiện tại thi đấu cho Persiba Balikpapan ở Liga 1.

## Sự nghiệp
Ngày 30 tháng 11 năm 2014, anh được ký hợp đồng bởi Sriwijaya.

## Thống kê sự nghiệp

### Quốc tế

#### Số lần ra sân cho đội tuyển quốc gia
| Đội tuyển quốc gia Indonesia | Đội tuyển quốc gia Indonesia | Đội tuyển quốc gia Indonesia |
| Năm                          | Số trận                      | Bàn thắng                    |
| ---------------------------- | ---------------------------- | ---------------------------- |
| 2007                         | 1                            | 0                            |
| 2008                         | 2                            | 0                            |
| Tổng cộng                    | 3                            | 0                            |